# Astragalus thomsonii
Astragalus thomsonii är en ärtväxtart som beskrevs av Dieter Podlech. Astragalus thomsonii ingår i släktet vedlar, och familjen ärtväxter. Inga underarter finns listade i Catalogue of Life.